# VSCO girl
Термін VSCO girl відноситься до популярної субкультури серед членів покоління Z, яке об'єднує дівчат-підлітків, які дотримуються певних модних трендових тенденцій. Мода VSCO girl часто описується як "невимушена". Термін виник разом із додатком VSCO влітку 2019 року зі збільшенням вмісту соціального медіа-контенту про тренди.  Відредаговані фотографії VSCO girl часто зустрічаються на VSCO, але сама субкультура не походить із цього додатку на телефоні. 
Ця субкультура часто асоціюється з "e-boys" та "e-girls", а також "дівчатами Tumblr ", маючи на увазі популярних підлітків, які дотримуються Інтернет тенденцій, при цьому дівчата Tumblr конкретно посилаються на популярних користувачів Tumblr.  Однак, на відміну від цих інших субкультур, VSCO girl розрізняються не за платформою, якою вони користуються, а за модою. 

## Модні тенденції
Стиль VSCO girl часто описують як "шкільний" (мода, що схожа на одяг учнів пришкільних шкіл ), так і "пляжний" (модний пляжний одяг). Стиль часто описують як "невимушений", оскільки VSCO girl прагнуть виглядати вільно і легко.   

### Одяг
VSCO girl часто можна побачити у футболках оверсайз, які іноді є досить довгими, тобто прикривають шорти. Хоча VSCO girl в основному асоціюються з тими, що носять шорти, такі наприклад як шорти для бігу Nike track, деякі з них також носять  "mom jeans" і роблять це частиною свого стилю.  
Популярне взуття серед VSCO girl включає взуття від брендів Crocs, Birkenstocks та Vans . Крокси часто прикрашають шармами. Чорно-білі картаті фургони найчастіше зустрічаються серед VSCO girl.  Багато з цих стилів були популяризовані «негарною тенденцією взуття».  

### Аксесуари

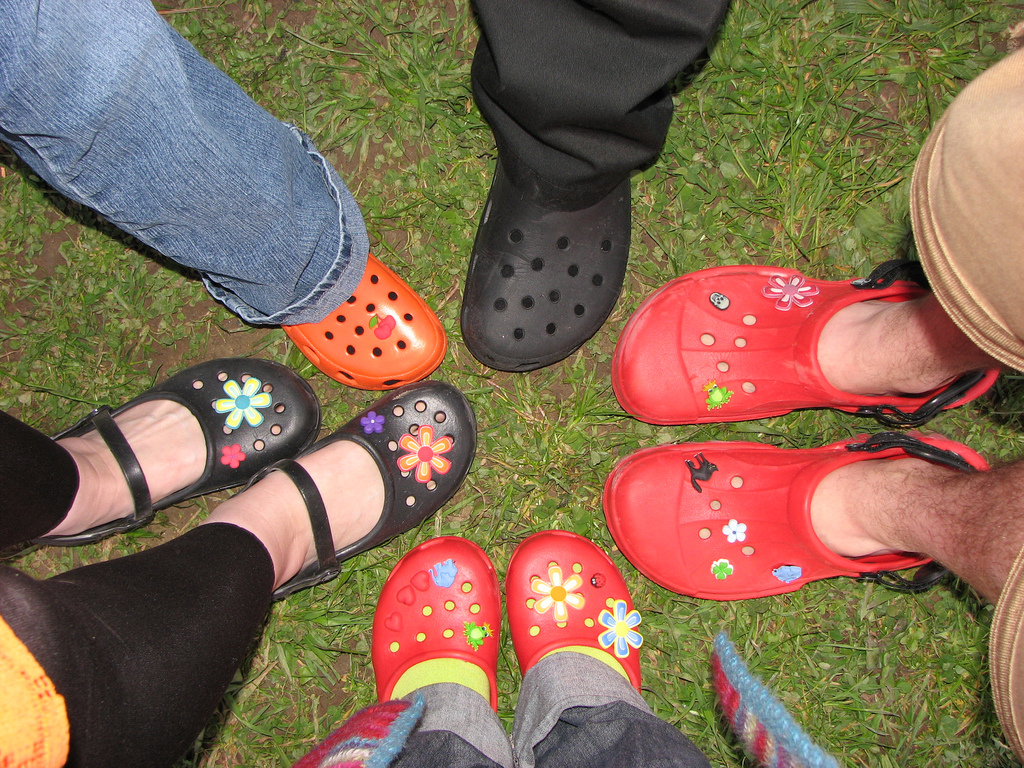
Крокси з прикрасами

Резинки для волосся використовуються як для волосся, так і надягаються на зап’ястя. Зап'ястя також прикрашені браслетами Pura Vida або подібними браслетами ручної роботи. Чокери з мушель - ще один популярний аксесуар для VSCO girl. 
Термо-пляшки для води Hydro Flask популярні серед VSCO girl, часто їх прикрашають наклейками. Наклейки, що посилаються на екологічний рух "врятуй черепах" є досить популярними. Ці пляшки часто поєднують разом із соломинкою для багаторазового використання. 
VSCO girl також використовують фотоапарати Polaroid для фотозйомки та рюкзаки Fjällräven Kånken.     

### Макіяж та зачіска
Макіяж і зачіску часто роблять простими для «природного і легкого» вигляду. На зачіски  VSCO girl мало приділяють часу та уваги, часто роблять неохайний пучок резинкою для волосся  або легку хвилясту укладку, яку  називають пляжною. 
Макіяж зведений до мінімуму. Бальзами для губ Burt's Bees і Carmex - поширена косметика для губ.   Популярні також Glossier Cloud Paint, це легкі румяна. 
Спрей для обличчя Маріо Бадеску - засіб для догляду за шкірою. 

### Бренди
Головною складовою VSCO girl є використання брендових товарів. Популярні бренди включають Pura Vida, Hydro Flask, Nike, Brandy Melville, Fjällräven та Urban Outfitters .  
Бренди, пов'язані з субкультурою, ще не повідомили про збільшення продажів, пов'язаних із популяризацією VSCO girl.  Однак, за даними Software Software Bloomreach за останній рік збільшився попит на соломинки для багаторазового використання, термо-пляшки, крокси та сліпони Vans, коливаючись від 109% до 357% за останній рік.  
Також спостерігається зростання маркетингу, орієнтованого на VSCO girl.  Pura Vida співпрацює з Hydro Flask для онлайн гівевеїв, використовуючи продукти, які асоціюються з VSCO girl. 
Business Insider зазначає, що був виявлений зв'язок між зростанням попиту на продукти для догляду за шкірою та популярністю вигляду свіжого обличчя, пов’язаного з VSCO girl.     

## Використання в соц мережах
VSCO girl були названі на честь додатку для редагування фотографій, але популяризовані за допомогою контенту в кількох різних формах соціальних мереж.     

### VSCO
VSCO - популярний додаток для редагування фотографій та соціальна мережа. Вік більшості користувачів до 25 років.  На відміну від інших форм соціальних медіа, у додатку VSCO не можна поставити «лайк», відсутні фоловери та не має можливості залишати коментарі.  Це пов’язано з етосом компанії щодо зняття тиску із використання соціальних медіа.  Як результат, додаток використовується для розміщення менш вагомого контенту.  

### Tik Tok
TikTok - це додаток з короткими відео, який має популярність серед покоління Z.  Контент, що створюють користувачі цього додатку, сприяв зростанню популярності VSCO girl.  За даними New York Times, "в додатку TikTok є понад 422,4 мільйона відео з тегом #vscogirl".  30 серпня було додано фільтр VSCO girl, який містив пляшку з водою, прикрашену наклейками, та хвіст із гумкою. 

### Instagram
Instagram - додаток для редагування фотографій та соціальна мережа. Хоча він схожий на VSCO, контент на сайті схиляється до більш ретельно підготовленого та професійного.  VSCO girl іноді називають противниками важкого макіяжу та ненатуральної досконалості, що зазвичай асоціюється з додатком. 

### YouTube
YouTube використовувався для обміну відео про VSCO girl, багато з яких були пародіями. Elle приписує допомогу в популяризації естетичної VSCO girl популярній користувачці YouTube Еммі Чемберлен. 

## Екологічна турбота
Існують різні думки щодо VSCO girl та екологічних проблем. Хоча такі товари, як взуття Birkenstocks, металеві багаторазові соломинки та термо-пляшки фірми Hydro Flasks, асоціюються з турботою про навколишнє середовище  , деякі вважають, що VSCO girl турбуються про навколишнє середовище лише коли це зручно, вказуючи на популярність одноразових камер, які імітують популярні фільтри з додатку VSCO.  

## Суперечки

### Пародія
Було багато пародій, зроблених на VSCO girl, які часто роблять самі дівчата. Розін Ланіган з ID вважає, що це вказує на розширення можливостей, а не на глузування. Це поєднання самоприниження та прославляння також популярне серед Покоління Z.  

### Вартість
Існували певні суперечки щодо дорогих витрат на всі продукти, пов’язані з VSCO girl, особливо через необхідність, що надається товарним знакам. Fox Business підрахував, що придбання всіх товарів, пов'язаних із субкультурою, коштуватиме 229,89 доларів.  Деякі підлітки асоціюють зовнішній вигляд із приватними школами та багатством через всі ці дорогі товари.  

### Виключення
Існує певна стурбованість тим, що субкультура VSCO girl поширюється тільки на білошкірих дівчат.  В інтерв'ю BuzzFeed News ютуберка Май Фем виявила, що коли вона і її подруга вдягали однакові модні серед VSCO girl речі у відео на YouTube, деякі коментатори вважали її білу худу подругу більше VSCO girl, ніж саму Май Фем.  Також згадувалося, що використання субкультурою словосполучень на зразок "and I oop-" та "sksksk", які походять від Африкансько-Американської культури ЛГБТ, - це привласнення. 

## Дивись також
- Сцена (субкультура)